# Condado de Mineral (Montana)
O Condado de Mineral é um dos 56 condados do estado norte-americano de Montana. A sede de condado é Superior, que é também a sua maior cidade. O condado tem uma área de 3168 km² (dos quais 10 km² estão cobertos por água), uma população de 3884 habitantes, e uma densidade populacional de 1,2 hab/km² (segundo o censo nacional de 2000). O condado foi fundado em 1914 e o seu nome provém dos abundantes recursos minerais e numerosas minas sob a sua superfície.